# SENSUOUS SYNCHRONIZED SHOW
『SENSUOUS SYNCHRONIZED SHOW』は、Cornelius（小山田圭吾）が2009年にリリースしたライブDVDである。2枚組。2006年よりスタートしたライブ公演“SENSUOUS SYNCHRONIZED SHOW”の模様を収録している。

## 概要
日本国内16箇所19公演、アメリカ・ツアー（11箇所15公演）と2度のヨーロッパ・ツアー（8カ国16公演）、オーストラリアー・ツアー（4公演）を敢行した。この作品は、国内最終公演となった2008年3月30日から4月12日に東名阪で行われた“ULTIMATE SENSUOUS SYNCHRONIZED SHOW”の3月30日の東京国際フォーラムでのライブ映像を収録している。またディスク2には近年のコーネリアスが出演したTV番組を収録している。

## 収録曲

### Disc1
1. Breezin'
2. Wataridori
3. Gum
4. Toner
5. Smoke
6. Tone Twilight Zone
7. Drop
8. Point Of View Point
9. Count Five Or Six
10. I Hate Hate
11. Scum
12. Omstart
13. Beep It
14. Monkey
15. Star Fruits Surf Rider
16. Fit Song
17. Like a Rolling Stone
18. Music
19. Sensuous
20. Eyes
21. E
22. Sleep Warm

### Disc2
1. 中目黒テレビ（CORNELIUS 第1回新曲披露演）from スペースシャワーTV （Breezin'、Wataridori、Gum、Beep Itなど）
2. Yo Gabba Gabba! （Count Five or Six）
3. Geo Sessions （Gum、Star Fruits Surf Rider、Beep Itなど）
4. 中目黒テレビ（コーネリアス・ワールド・ツアー 2006-2008） from NHK

## バンド・メンバー
THE CORNELIUS GROUP
- Vocals & Guitar: 小山田圭吾
- Keyboards & Guitar: 堀江博久
- Bass: 清水ひろたか
- Drums: あらきゆうこ